# Masakra w Nowym Sadzie
Masakra w Nowym Sadzie (także masakra w Baczce lub masakra w Wojwodinie) – masowe egzekucje około 4 tysięcy osób, głównie narodowości serbskiej i żydowskiej, dokonane przez węgierskich żołnierzy w dniach 4–29 stycznia 1942 r. w czasie węgierskiej okupacji wojskowej regionu Wojwodiny i Baczki.
Ich kulminacja nastąpiła między 21 a 24 stycznia, gdy przeprowadzono masowe łapanki, a zebranych w ten sposób ludzi masowo rozstrzeliwano na zamarzniętym Dunaju. Część spośród ofiar zginęła poprzez utonięcie w przeręblach bądź pod lodem lub wskutek hipotermii.
Informacje o masakrze wzburzyły węgierską opinię publiczną oraz członków opozycji parlamentarnej doprowadzając do postawienia przed sądem 14 oficerów i ich skazania. Po przejęciu władzy przez strzałokrzyżowców w 1944 roku zostali oni uwolnieni i rehabilitowani.
W 1946 roku węgierski Trybunał Narodowy skazał na śmierć generała Ferenca Fékétehalmy-Czeydnera (inicjatora zbrodni) i jego zastępcę – generała Jozsefa Grassy’ego, a na dożywocie generała Ferenca Szombathelyiego (dopiero 24 stycznia zareagował na działania podlegających mu jednostek) oraz na 14 lat in absentia kapitana Sándora Képíró. Generałowie zostali przekazani stronie jugosłowiańskiej, która skazała całą trójkę na śmierć i wykonała wyrok.
Dzięki staraniom Centrum Wiesenthala, 5 maja 2011 r. Sándor Képíró ponownie stanął przed sądem. Nie przyznał się wówczas do postawionych mu zarzutów i został uniewinniony z braku dowodów.
W literaturze węgierskiej wydarzenia te znalazły odbicie w paradokumentalnej powieści Tibora Cseresa Zimne dni (Hideg napok, 1964), gdzie przebieg wypadków opisano z różnego punktu widzenia kilku węgierskich wojskowych – osadzonych w areszcie więźniów powiązanych ze zbrodnią.